# Ingrisma spinifemora
Ingrisma spinifemora är en skalbaggsart som beskrevs av Krajcik 2003. Ingrisma spinifemora ingår i släktet Ingrisma och familjen Cetoniidae. Inga underarter finns listade i Catalogue of Life.